# Porobelba parki
Porobelba parki är en kvalsterart som beskrevs av Arthur P. Jacot 1937. Porobelba parki ingår i släktet Porobelba och familjen Damaeidae. Inga underarter finns listade i Catalogue of Life.